# Леніно (Амурська область)
Леніно (рос. Ленино) — село у Завітінському районі Амурської області Російської Федерації. Розташоване на території українського історичного та етнічного краю Зелений Клин.
Входить до складу муніципального утворення Антонівська сільрада. Населення становить 38 осіб (2018).

## Історія
З 20 жовтня 1932 село року ввійшло до складу новоутвореної Амурської області.
З 1 січня 2006 року входить до складу муніципального утворення Антонівська сільрада.

## Населення
| 2002 | 2010 | 2012 | 2013 | 2014 | 2015 | 2016 |
| ---- | ---- | ---- | ---- | ---- | ---- | ---- |
| 114  | ↘57  | ↘50  | ↘48  | →48  | ↘41  | ↘40  |
| 2017 | 2018 |      |      |      |      |      |
| →40  | ↘38  |      |      |      |      |      |